# Ayşe Hafsa Sultan
Ayşe Hafsa Sultan (n. 1479 – d. 29 martie 1534, Constantinopol, Imperiul Otoman) a fost prima soție a sultanului Selim I al Imperiului Otoman și mama sultanului Soliman I. 
A devenit sultană-mamă atunci când fiul ei, Soliman I a devenit noul sultan al Imperiul Otoman. A condus haremul până la moartea sa, în anul 1534. După moartea ei, următoarea conducătoare al haremului a fost Haseki Hürrem Sultan, soția preferată și legală a sultanului Soliman I.
Motivul morții sultanei Ayșe Hafsa Sultan nu este cunoscut cu exactitate, cel mai probabil a murit din cauza unui accident vascular cerebral, în anul 1534, la Palatul Topkapî din Constantinopol.